# 武汉长江大桥
武汉长江大桥是长江上的一座铁路、公路两用桥，位于中华人民共和国湖北省武汉市。大桥横卧于汉阳龜山和武昌蛇山之间的长江江面之上，为长江上第一座永久性桥梁，因此又被称为“万里长江第一桥”。武汉长江大桥的建设规划始于清末，1913年至1948年间曾先后四次进行勘测、选址和设计，但几次规划都因经济、战乱等原因而被搁置。中华人民共和国成立以后，从1950年起开始测量和设计武汉长江大桥，后于1955年9月动工建造。建造过程中，由于采用新的管柱钻孔法取代传统的气压沉箱法，加快了大桥的建造速度，使大桥提前2年竣工，于1957年10月正式通车。
武汉长江大桥为双层钢桁梁桥，上层为双向四车道的公路桥，两侧设有人行道；下层为京广铁路复线。大桥建成后，偕同配套的汉水铁路桥、江汉桥将武汉三镇连为一体，结束了武汉三镇互相隔江而望的历史。大桥也是武汉市的标志性建筑和旅游景点之一，并于2013年成为全国重点文物保护单位。

## 早期规划

### 背景

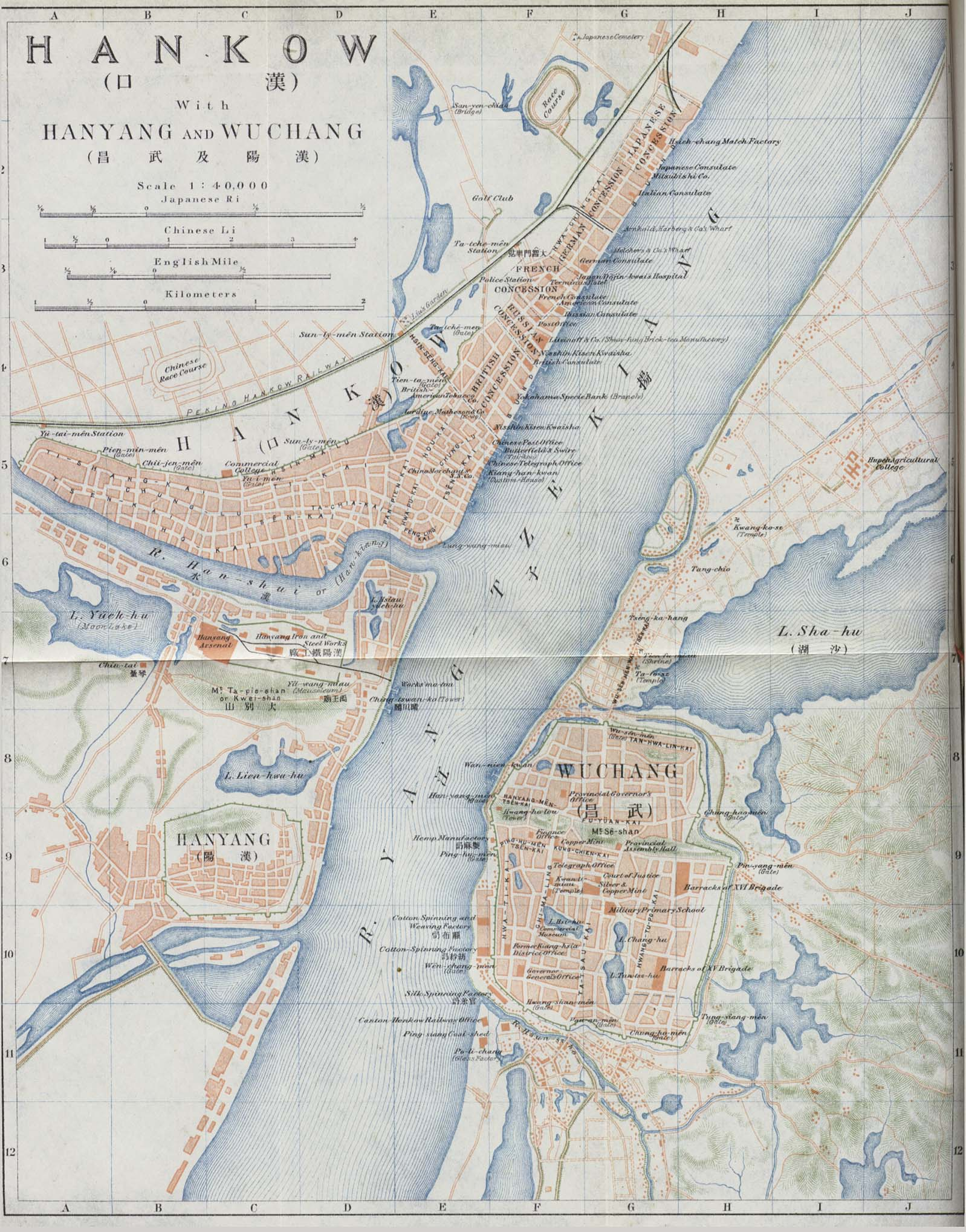
武汉市区的地图。长江和汉水将市区分为三个部分，其中西北为汉口，西南为汉阳，东部为武昌

武汉市所处的地区位于中国腹地中心、江汉平原东部，地处长江、汉水之要塞，是重要的交通枢纽。武汉被长江、汉水分割成汉口、汉阳、武昌三镇。在武汉长江大桥建成前，武汉三镇间的交通十分不便，主要依赖木船摆渡来实现区域之间的联系。
历史上，长江上曾数次架设过浮桥。汉朝时期，公孙述在宜都虎牙滩相对的长江面上架设了虎牙浮桥，这是历史上有记载的第一座横跨长江的浮桥。此外，公元904年，在采石矶也曾架设过浮桥。1852年12月，太平天国军队占领汉阳后，为进攻武昌，利用汉阳县城中木料及鹦鹉洲树木在长江上搭建2座铁索浮桥，1853年1月，太平军占领武昌，在汉阳晴川阁与武昌汉阳门之间修建了一座大型浮桥，后在太平军东征期间被毁。这是在武汉三镇地带修建跨江桥梁的最早尝试。
至清末时期，武昌为湖北省会，汉口为商埠，汉阳也发展了一定的工业基础。1906年，京汉铁路全线通车，而粤汉铁路也在修建当中，建桥跨越长江、汉水连接京汉、粤汉两路的构思即为各方所注意。

### 清政府时期的规划
在武汉建第一座长江大桥的设想最早由湖广总督张之洞提出，用以沟通南北铁路。1906年夏季，張之洞提议“欲于大江中建一铁桥，由武昌接汉口；再于襄河建一铁桥，由汉阳接汉口……将来二桥落成，既可免风波之险，且汉口一端可接京汉铁路，汉阳一端可接川汉铁路，武昌之桥可接粤汉铁路云”，这是目前文献中有关武汉长江大桥的最早动议。但因日本工程师报告修建桥梁耗资极大，考虑到湖北省财政无力支付，因此决定搁置计划，等到川汉铁路、粤汉铁路建成后再商讨。
1907年春，张之洞又提起该计划，并由日本工程师勘测设计。在这次的设计方案中，明确了桥梁将在武昌白沙洲与汉阳鹦鹉洲间建造（近今鹦鹉洲长江大桥之位置），在桥梁设计方面已经绘制了设计图。但张之洞随后离任湖广总督，此计划又不了了之。
1910年，美国方面又有关于武汉铁桥的计议，并将方案呈送给了时任湖广总督瑞澂，计划建桥连接武昌汉阳门和汉口龙王庙，即在武昌汉阳门建桥抵汉阳，再北折至汉水建桥抵汉口龙王庙。但清末湖北财政情况并不乐观，因此没有实现。另外，1911年9月，盛宣怀曾向德国银行贷款100万美元用于修建武汉跨江铁桥。但在当年10月，辛亥革命爆发，次年清帝逊位，清政府覆亡，遂未能实现武汉铁桥的建设。

### 第一次规划
清政府灭亡，中华民国建立。武汉作为辛亥革命的发源地，在此处修建长江大桥，并以此作为对辛亥革命的纪念（是又称该桥为“武汉纪念桥”）的呼声愈多。1912年初，蔡元培等人明确提出了如上的提议，并获得了临时大总统孙中山的认可。
1912年4月，辞去大总统一职的孙中山受黎元洪邀请来鄂，孙中山抵达武汉后在蛇山发表演说，提及了建设跨江铁桥的构想。同年7月，中国铁路工程师詹天佑被北洋政府聘为粤汉铁路会办。詹天佑在进行粤汉铁路复勘定线的过程中，考虑到将来粤汉铁路与京汉铁路能够跨江接轨，他责令本路工程师绘制武汉长江大桥设计图，同时审定其他人绘制的长江大桥设计详图。

#### 柯林森方案

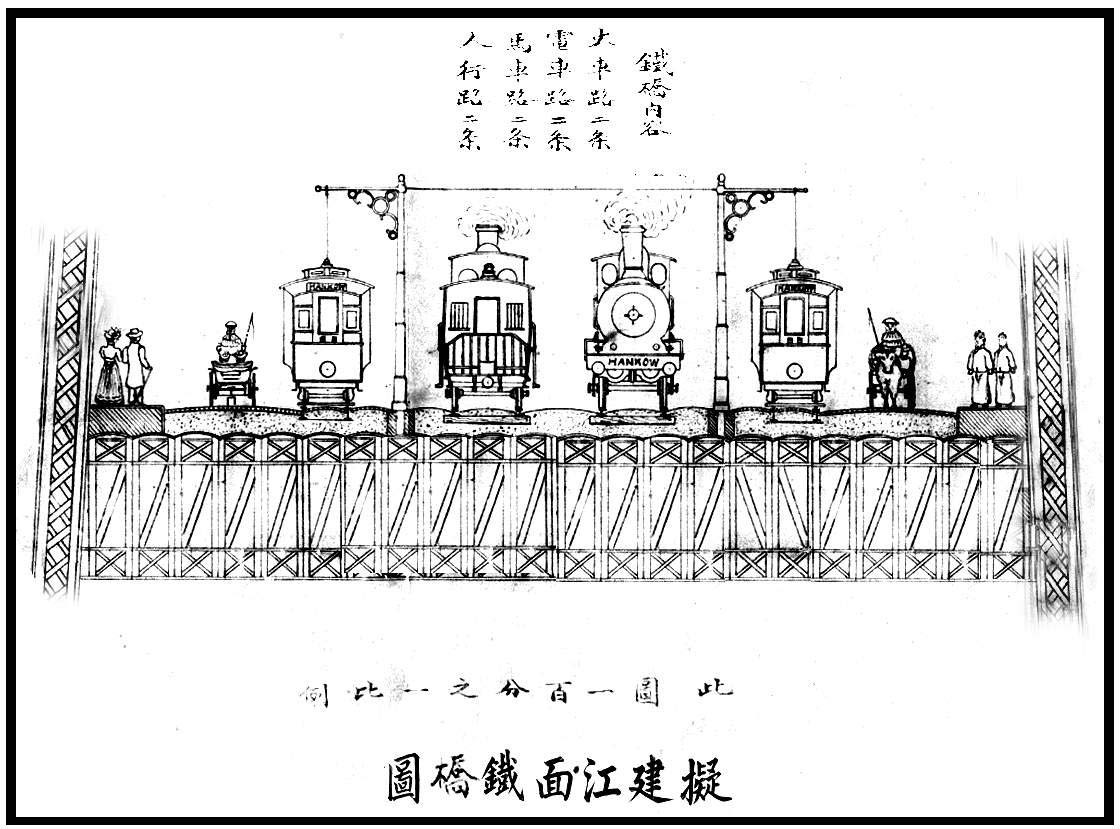
柯林森方案《拟建江面铁桥图》（截面）

英国人柯林森（A. H. Couinson，又译“柯林生”）时任粤汉铁路湘鄂线工程局总工程师。1913年，柯林森在汉口勘测，随后提出了具体方案。桥梁选址与一年前孙中山所提出的设想一致，皆为依托汉阳龟山和武昌蛇山之势修建引桥，在两山之间修建桥梁。当时构思的桥梁结构仿照当时世界著名的最大钢桥——英国苏格兰爱丁堡的福斯桥，设三座桥墩，三座主塔为纺锤型桁架，桥面铺设铁路、公路、电车路、人行道。

#### 米勒方案

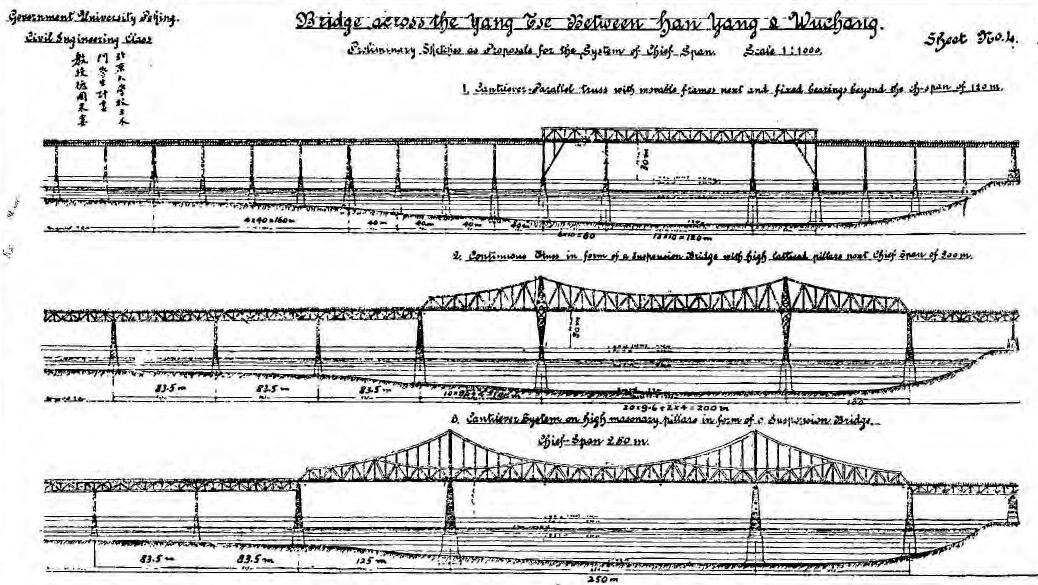
米勒提出的武汉长江大桥三种桥型方案

德国人乔治·米勒（Georg Müller，又译“米娄”）是国立北京大学（今北京大学）的工科教授。1913年4月，在詹天佑的支持下，他带领夏昌炽、李文骥等13名土木门毕业学生，到武汉来对长江大桥桥址进行初步勘测和设计大桥的实习，并由时任北京大学校长何燏时将建桥意向代陈于交通部。这是武汉长江大桥的首次实际规划，当时提出建议将汉阳龟山和武昌蛇山之间江面最狭隘处作为大桥桥址，经武昌汉阳门、宾阳门连接粤汉铁路，并设计出公路铁路两用桥的样式。桥梁设计方面，计划在靠近武昌一侧的长江江面设置主跨，其余江面架设连续简单支梁；对于主跨的造型则提出了3种设计方案，在实用与华丽之间各有侧重；构思的桥面铺设铁路、公路、电车路、人行道，但与柯林森方案的单层桥梁不同，其首次提出了铁路公路分层的双层桥梁设计。
5月，中华民国交通部函复何燏时，表示民国财政紧张，该桥一时无望修建。但他们认为，在缺乏详尽规划的情况下，目前进行充分规划很有必要。随后，他们派夏昌炽及米勒进行勘测。然而，由于米勒接受了汉粤川铁路方面德国工程师的邀请前往勘察川汉铁路广宜段（当时川汉铁路预计在广水与京汉铁路接轨），团队人数减少，加之夏季武汉多雨，同时在市区勘测过程中遇到了许多障碍。因此，直到8月米勒才出具详尽报告。该报告在4月报告的基础上做了一些修改，同时针对修建隧道计划（即在龟蛇两山之间不修建桥梁而改修隧道）以及当时外国工程师主张的青山计划（即在青山及汉口江岸站间借“新洲”筑桥跨江）进行了对比与利弊分析，认为这两者皆不如在龟蛇两山间架设桥梁。
此次规划虽然未获实行，但与此后几次规划选址基本相同。

### 第二次规划
1919年，孙中山写就了《实业计划》，在其论述中即提到关于武汉修建长江大桥或隧道的选址问题，“在京汉铁路线于长江边第一转弯处，应穿一隧道过江底，以联络两岸。更于汉水口以桥或隧道，联络武昌、汉口、汉阳三城为一市。至将来城市用地发展扩大，则更有数点可以建桥或穿隧道”。1923年，根据孙中山的规划思想，辛亥革命时的参谋长孙武组织编制了《汉口市政建筑计划书》，其中明确提出，“以汉阳之大别山麓，武昌之黄鹄山麓为基，架设武汉大铁桥，可收平汉、粤汉、川汉三大铁路，连贯一气之完美”。

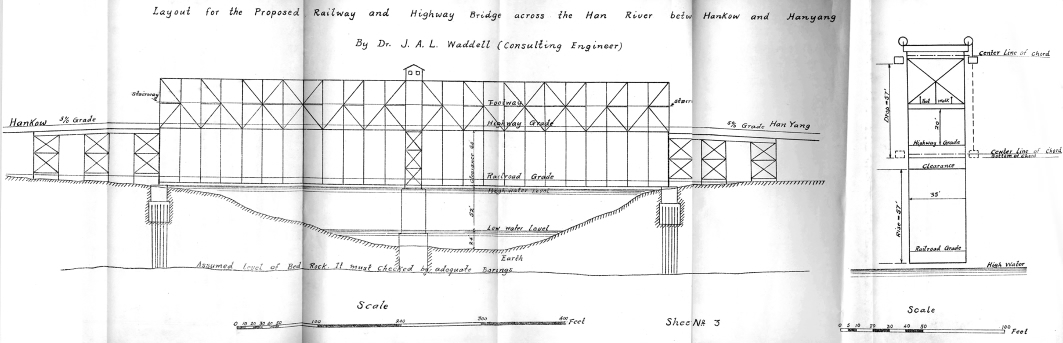
华特尔方案设计的武汉长江大桥和汉江铁桥桥型示意图

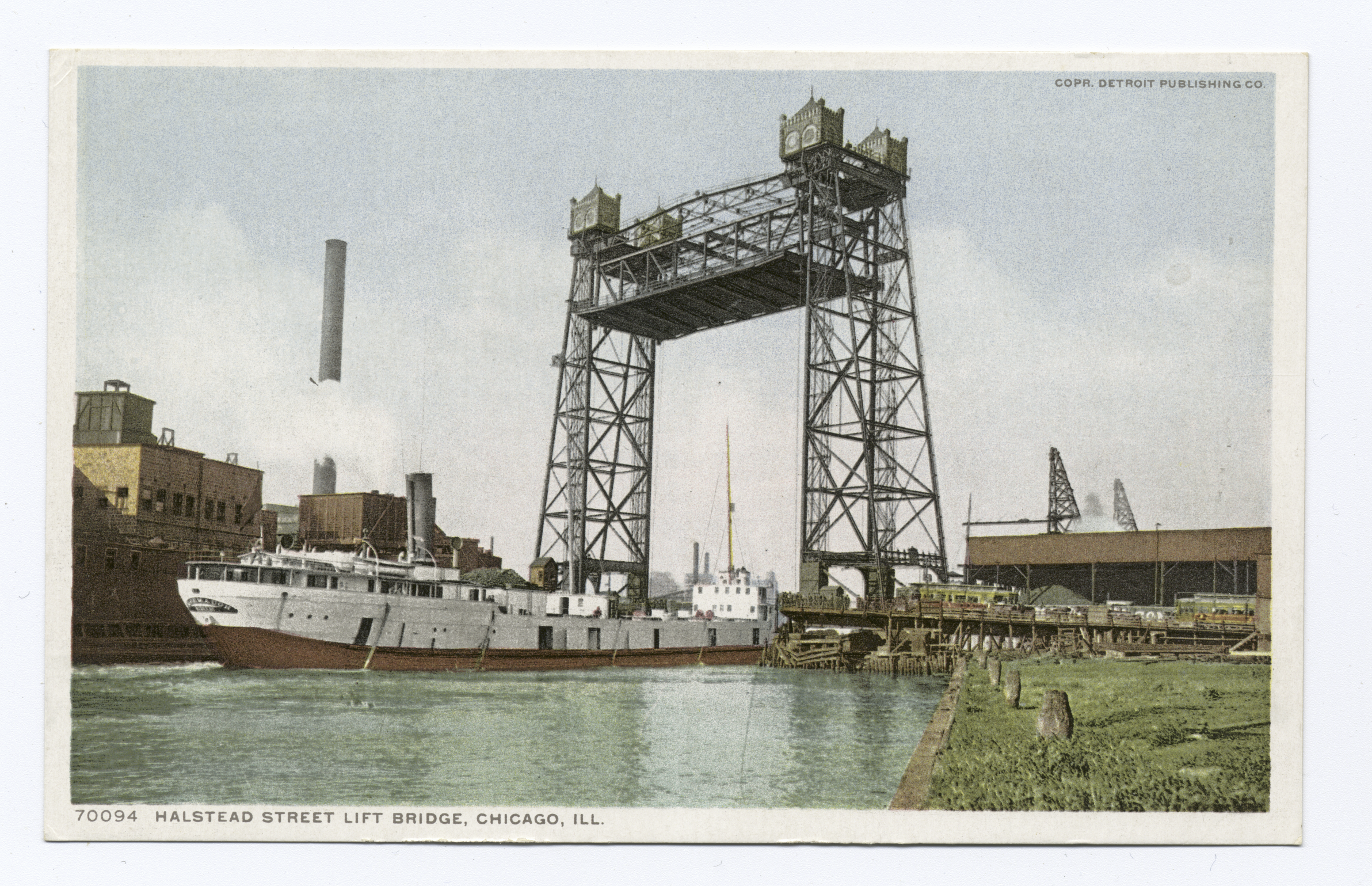
华氏1893年在芝加哥修建的南豪斯泰德街跨芝加哥河桥梁，此是华氏所偏爱的桥梁形制，华氏亦拥有此类型桥梁的专利

由于当时的平汉铁路黄河大桥在建设过程中为求节省经费、提早通车，因此建筑质量较差，仅作为临时桥梁使用。1921年，北洋政府拟建黄河大桥新桥并施行公开招标，交通部又聘请美国桥梁专家约翰·华德尔为顾问，除筹建黄河大桥新桥外，并请其设计武汉长江大桥。1922年1月，华德尔提交了计划书。计划方案中，华德尔选择的桥址与1912年米勒方案所拟位置大致相同，其在勘测设计时亦参考了米勒方案；设计方面采用简单桁梁、锚臂梁、悬臂梁混合布置，并主张使用合金钢建桥以减轻重量，桥型配置与米勒方案类似，大桥在其余江面采用简单桁梁，长江武昌侧的航道上仍设主跨，但为保证长江轮船的通行，改设升降梁，全长1,152（3,778英尺），共13孔，桥面一层由公路铁路共用。同时，又对跨越汉江的桥梁进行了规划。预算建筑费用为970万银元，华德尔建议向美商贷款。华德尔的方案曾引起政府关注，拟定桥址也做过实地钻探，但最后计划又未能实施。
1927年1月，广州国民政府迁都武汉；同年4月合并武汉三镇，设武汉市。1929年4月，蔣桂戰爭结束，国民政府成立武汉特别市政府。同年刘文岛任武汉特别市市长后，再次邀请华德尔来华，研商长江建桥之事，并任李文骥为其助理。次1930年春行将开始钻探之时，中华民国铁道部未续聘华德尔，华氏及其助手先后回国，勘测任务由李文骥独立完成。华德尔在李文骥的勘测结果之上对1921年的设计方案作出了修订，修订后的大桥全长1,220（4,010英尺），15孔，桥面高出最高水面18（60英尺），升起时可高出最高水面46（150英尺）。大体仍与1921年方案类似。
然而，计划被送至审阅后，武汉市工务局方面便提出了疑问：升降式主跨需要用电，当时武汉市内发电厂无力供应大桥升降用电，若实施必新建电厂，且一旦停电桥梁控制与交通调度都很成问题。此外，升降式桥梁不能兼顾江面船只与桥上车辆，每次升降开合时，都需要大量等待时间，显然大大降低了大桥的使用效率。最终，该方案未被采纳。事后，李文骥认为将此勘测设计成果弃之可惜，便将本次跨江铁桥的方案写成论文发表。
1950年代修建大桥时，工程人员曾回顾华氏的方案并提出批判：华氏坚持升降梁方案，恐因其拥有此类型升降梁的专利。倘若该方案实施，桥梁建造、维修都由华氏垄断；亦因专利，又需要支付专利费；美国钢铁企业亦可借此获利，更有控制中国交通之虞。

### 第三次规划

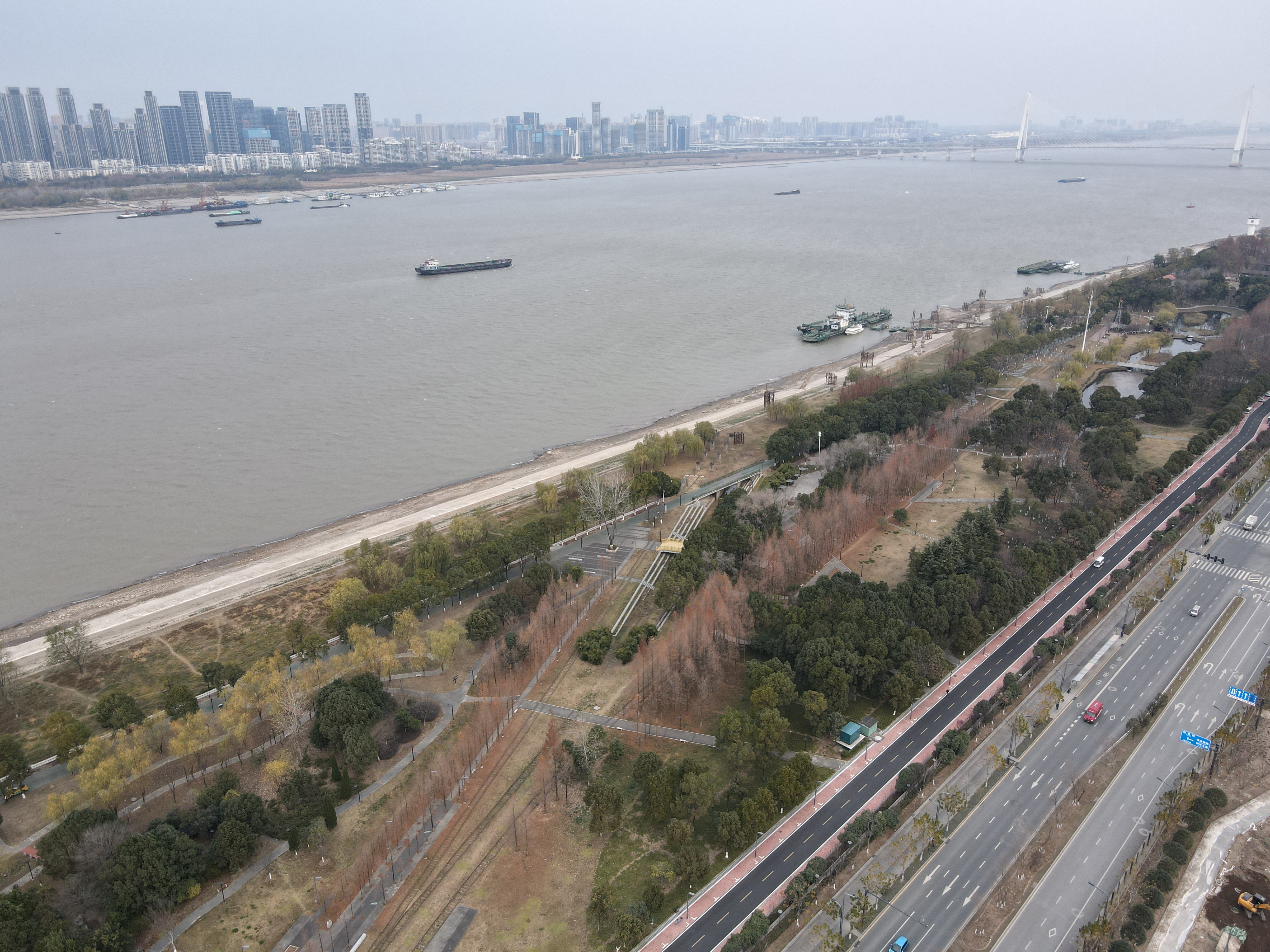
武昌北站轮渡码头遗址及“武汉号”轮渡船（2021年），江岸站的轮渡码头现已不存

1935年，鉴于粤汉铁路即将全线建成通车，平汉、粤汉两路有必要在武汉连通。当时铁道部曾考虑仿照1933年建成的南京铁路轮渡，但由于武汉的长江水位涨落幅度比南京的大一倍，两岸引桥工程较困难，被迫搁置铁路轮渡的方案。1936年，由茅以升担任处长的钱塘江大桥工程处动议筹建武汉长江大桥。为了募集资金，还曾拟定了过桥收费、分期还本付息的办法。1937年1月，钻探队来汉又对大桥桥址作测量钻探，并请苏联驻华莫利纳德森工程顾问团合作拟定又一建桥计划。计划为一座固定式的铁路公路联合桥，桥址位于武昌黄鹤楼到汉阳莲花湖北刘家码头之间，全长1932米，设两台7墩8孔，6、7号桥墩间为大型轮船通航航道，主跨237.74米，以拱形钢梁架设于6、7号墩之上，桥下在最高洪水位时净高30米；桥面一层，公路铁路并列。包括汉水铁路桥和引桥在内，工程需要花费法幣1060万元。但由于抗日战争的战火将要波及武汉三镇，结果也不了了之。
1937年3月10日，长江南岸的粤汉铁路徐家棚站与北岸平汉铁路汉口江岸站之间的铁路轮渡通航，火车乘渡轮过江从此成为“江城一景”。

### 第四次规划
中国抗日战争结束后，百废待兴，而兴建武汉长江大桥的计划也再度旧事重提。湖北省政府于1946年8月25日举行会议，决定邀请粤汉区、平汉区铁路管理局及中国桥梁公司共同组织成立武汉大桥筹建委员会，省政府主席万耀煌为主任委员，茅以升为总工程师；同年9月初中华民国行政院工程计划团团长侯家源偕同美国桥梁专家鲍曼等考察武汉长江大桥桥址。同年，由中华民国内政部营建司司长哈雄文陪同美国市政专家戈登来汉视察，并有平汉区铁路管理局局长夏光宇参加，当时提出的建桥意见是：铁路和公路合并可降低造价，位置仍以龟山、蛇山之间为宜；为减少墩数、便利船运，决定改用较长跨度的悬臂拱桥，设4墩5孔，同时考虑到铁路干线运输日益繁忙，大桥可适当提高载重等级；另外也提及可以考虑在第一次规划期间动议的青山计划。后因经济困难资金难以筹措，加之国共内战，国民政府无暇顾及长江大桥的建设，武汉长江大桥的计划再次搁置。
自清末至兹数十年时间，长江大桥计划几次动议，皆因诸多因素未能成行。因此民间曾有歌谣揶揄道：“黄河水、长江桥，治不好，修不了”。

## 兴建

### 规划

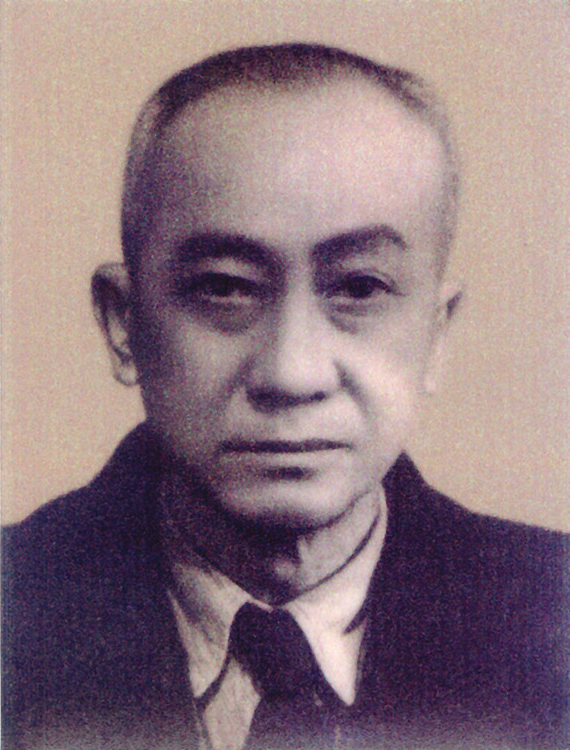
李文骥

1949年，中华人民共和国成立后不久，时年63岁、自1913年起多次参与武汉长江大桥规划、勘探的李文骥，联合茅以升等一些科学家、工程师向中央人民政府上报《筹建武汉纪念桥建议书》，提议建设武汉长江大桥，作为“新民主主义革命成功的纪念建筑”，并详述前四次规划经过和受挫的原因，论述当时中国能建成大桥的可能性与具体工程内容、经费预算（600亿旧人民币）等。中央政府对此甚为重视，1949年9月21日至30日，中国人民政治协商会议第一届全体会议在北平召开，会议上通过建造长江大桥的议案，并于1949年末电邀李文骥、茅以升等桥梁专家赴京，共商建桥之事。
|                                    | 武汉三镇居国之心脏，为交通之总枢纽，然因长江天堑，南北受阻，此际欣逢中央人民政府已成立，同人等不揣菲薄，建议筹建过江大桥…… |
| ——李文骥，《筹建武汉纪念桥建议书》 | |

根据中央人民政府政务院的指示，中央人民政府铁道部立即着手筹划修建武汉长江大桥。1950年1月，铁道部成立铁道桥梁委员会，同年3月成立武汉长江大桥测量钻探队和设计组，由中国桥梁专家茅以升任专家组组长，开始进行初步勘探调查。
专家组先后共作了八个桥址线方案，并逐一进行了缜密研究，所有的方案有一个共同特点，就是利用长江两岸的山丘以缩短引桥和路堤的长度。1950年9月至1953年3月，曾三次召开武汉长江大桥会议，就有关桥梁规模、桥式、材质、施工方法等进行讨论。1953年2月18日，毛泽东在武汉听取中共中央中南局领导关于大桥勘测设计的汇报，并登上武昌黄鹤楼视察了大桥桥址。大桥选址方案经政务院财经委员会批准确定后，铁道部组织力量初步设计。
1953年4月1日，周恩来批准成立武汉大桥工程局（今中铁大桥局集团的前身），负责武汉长江大桥的设计与施工，彭敏任局长兼党委第一副书记，杨在田、崔文炳任副局长，汪菊潜任总工程师。同年7月至9月，铁道部派出代表团携带武汉长江大桥全部设计图纸资料赴苏联首都莫斯科，请求苏方协助进行技术鉴定，苏方为此派出由25名桥梁专家组成鉴定委员会进行研究。鉴定会的改进建议包括稍微调整汉阳岸的桥址、同意采用气压沉箱法施工等，另出于防空考虑，建议长江大桥桥梁形式改为三孔一联等跨连续梁。代表团回国后对鉴定意见复合并进行了初步设计，1954年1月送呈方案至政府核准。1月21日，中华人民共和国政务院第203次会议听取了时任铁道部部长滕代远关于筹建武汉长江大桥的情况报告，并通过了《关于修建武汉长江大桥的决议》，决定采纳苏联的鉴定意见、批准长江大桥的初步设计，正式任命彭敏为武汉大桥工程局局长，杨在田、崔文炳任副局长，同时批准了1958年底铁路通车和1959年8月底公路通车的竣工期限。

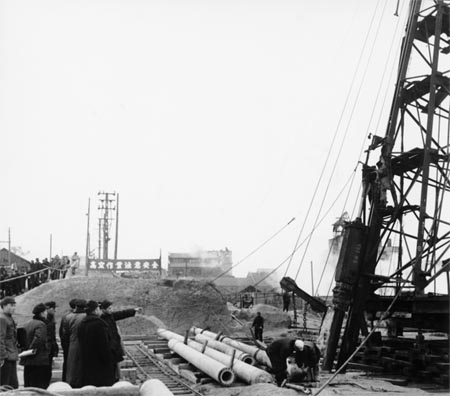
中、苏工程师在武汉长江大桥建设工地

1954年，国务院批准了铁道部聘请苏联专家组来华支援的请求。1954年7月，苏联政府派遣了以康斯坦丁·谢尔盖耶维奇·西林为首的专家工作组一行28人来华进行技术援助。西林是苏联著名桥梁专家，曾于1948年至1949年间两次赴中国，协助修复东北地区铁路和松花江大桥，并参加过成渝、天兰、兰新铁路的桥梁建设。西林來到中国后，表示认为长江大桥不宜采用气压沉箱法施工，原因是长江水深流急，沉箱需要下沉深达30米至40米，在接近四个大气压的环境下，每名工人只能每天工作约半小时，实际作业时间仅有十几分钟，而且只能在枯水季节的几个月内进行施工，必然大大延长施工时间、危害工人的健康，而且需要购置大量特殊设备，加大工程投资。西林建议用管柱钻孔法，不但能在水面施工，不受深水期的限制，而且不影响工人身体健康，但这种方法当时仍然是一种新技术，苏联也尚未实践过。大桥建设部门对管柱钻孔法的设计方案经过三个月的讨论和半年的试验，证明确实可行，经请示铁道部长滕代远、总理周恩来后，国务院于1955年上半年批准对新方案“继续进行试验，并将新旧方案进行比较，也即是党中央提倡的‘依靠群众，一切通过试验’的方法”。
1954年2月，在1950年初步勘测的基础上，由地质部、水利部、铁道部联合组成的武汉长江大桥地质勘探队，开始进行武汉长江河槽及两岸的地质评估。同年夏秋，武汉遭遇了自1865年有水文记录以来的最大洪水，勘探队最终在1955年1月10日完成了武昌黄鹤楼和汉阳龟山之间的地质评价。1955年1月15日，武汉长江大桥桥址选线技术会议在汉口召开，正式决定选择龟山、蛇山一线。1955年2月，铁道部成立了武汉长江大桥技术顾问委员会，作为大桥工程的技术咨询机构，由茅以升为主任委员，其他委员包括罗英、陶述曾、李国豪、张维、梁思成、刘恢先等。1955年5月下旬至6月初，铁道部按管柱钻孔法编制出武汉长江大桥技术设计方案，并集中全国著名的桥梁专家和桥梁建筑工程师，举行了武汉长江大桥技术设计审查会议，对大桥的技术设计、施工进度和总预算进行了周密的审查。同年7月，国务院批准了这些报告，标志着武汉长江大桥建设工程开始进入实施阶段。

### 建设

#### 配套工程
经国务院批准后，武汉长江大桥于1955年9月1日提前正式动工。武汉长江大桥全部工程除了大桥本身以外，还包括大量配套工程，包括汉水铁路桥、大桥联络线、由丹水池站经江岸站新场（后江岸西站）至汉水铁路桥头的汉口迂回线（今京广铁路正线）、江岸站至江岸新场的联络线、江岸站新场、汉西站、汉阳站等设施。铁路从粤汉铁路武昌南站（今武昌站）起，以立体交叉跨越武珞路、粤汉铁路、中山路、武昌路、解放路，沿蛇山至原黄鹤楼处，横跨长江，过江后沿龟山以立体交叉跨越汉阳月湖正街（今鹦鹉大道），至阮家台处过汉水，又跨越张公堤及仁寿街（今解放大道）至玉带门站与京汉铁路接轨。早在进行大桥设计规划的同时，作为武汉长江大桥配套工程之一的汉水铁路桥于1953年11月27日率先动工兴建，两岸铁路联络线工程也同时开始进行，并于1954年11月12日建成，1955年1月1日正式通车。而汉水公路桥也于1954年10月30日开工兴建，1955年12月建成通车，并被命名为“江汉桥”。

#### 施工分工
汉水铁路桥和长江大桥正桥和引桥工程由铁道部武汉大桥局负责施工，部分铁路及跨线桥工程由铁道兵施工。详细分工如下：
| 所属                 | 工程队               | 工程项目                   | 图像 | 备注     |
| -------------------- | -------------------- | -------------------------- | ---- | -------- |
| 铁道部大桥工程局     | 第一桥工队           | 汉水铁路桥                 |      |          |
| 铁道部大桥工程局     | 第一桥工队           | 月湖正街跨线桥             |      |          |
| 铁道部大桥工程局     | 第一桥工队           | 大桥左岸引桥               |      |          |
| 铁道部大桥工程局     | 第一桥工队           | 大桥第1、2、3、4号桥墩     |      |          |
| 铁道部大桥工程局     | 第一桥工队           | 大桥第1、2联（6孔）架梁    |      |          |
| 铁道部大桥工程局     | 第二桥工队           | 汉水公路桥（江汉桥）       |      |          |
| 铁道部大桥工程局     | 第二桥工队           | 汉正街跨线桥               |      |          |
| 铁道部大桥工程局     | 第二桥工队           | 解放路公路桥               |      |          |
| 铁道部大桥工程局     | 第二桥工队           | 解放路铁路桥               |      |          |
| 铁道部大桥工程局     | 第二桥工队           | 大桥右岸引桥               |      |          |
| 铁道部大桥工程局     | 第二桥工队           | 右岸引桥至解放路公铁联络线 |      |          |
| 铁道部大桥工程局     | 第二桥工队           | 大桥第5、6、7、8号桥墩     |      |          |
| 铁道部大桥工程局     | 第二桥工队           | 大桥第3联（3孔）架梁       |      |          |
| 铁道部大桥工程局     | 第三桥工队           | 仁寿路跨线桥               |      | [ 註 7 ] |
| 铁道部大桥工程局     | 第三桥工队           | 张公堤跨线桥               |      | [ 註 7 ] |
| 铁道部大桥工程局     | 第三桥工队           | 汉阳车站                   |      | [ 註 8 ] |
| 铁道部大桥工程局     | 第三桥工队           | 汉口汉阳方面公铁联络线     |      | [ 註 8 ] |
| 铁道部大桥工程局     | 机械经租站           | 大型机械经租修配           |      |          |
| 铁道部大桥工程局     | 机械经租站           | 部分机械及钢结构制造       |      |          |
| 铁道部大桥工程局     | 机械经租站           | 修建用建材设备制造         |      |          |
| 中国人民解放军铁道兵 | 中国人民解放军铁道兵 | 武昌方面公铁联络线         |      |          |
| 中国人民解放军铁道兵 | 中国人民解放军铁道兵 | 武昌路跨线桥               |      |          |
| 中国人民解放军铁道兵 | 中国人民解放军铁道兵 | 中山路跨线桥               |      | [ 註 9 ] |
| 中国人民解放军铁道兵 | 中国人民解放军铁道兵 | 粤汉铁路跨线桥             |      | [ 註 9 ] |
| 中国人民解放军铁道兵 | 中国人民解放军铁道兵 | 武珞路跨线桥               |      | [ 註 9 ] |

#### 桥墩
苏联政府获悉武汉长江大桥采用管柱钻孔法施工后，于1955年底派出以运输工程部部长科热夫尼科夫为首的代表团来华，参观长江大桥的施工。最终，西林的管柱钻孔法获得了苏联政府的认可，同月中国铁道部与苏联运输工程部签订了协议，对这种施工技术作出了正面评价。1956年，正桥8座桥墩皆以流水作业法展开施工。10月，大桥各桥墩下沉管柱和从管柱内向江底岩盘钻孔的工作全部完成。至当年年末，第1、2、3、8号桥墩先后建成；至1957年一季度的3月16日，大桥桥墩工程全部竣工。
值得一提的是，大桥的第7号桥墩墩位地质与余下7座桥墩不同，早在西林建议不使用气压沉箱法时便有提及。然因墩位位于碳质页岩及燧石层，岩层较为脆弱，不能使用与余下7座桥墩同样的施工方法，最终将116根55厘米管柱直接打入页岩层，在其上修建桥墩。

#### 架梁
长江大桥采用3联9孔的等跨间支梁进行安装，使用平衡悬臂拼装架设法，1956年5月从武昌、10月从汉阳，两岸分别向江中同时推进，全部钢梁均由山海关、沈阳桥梁厂制造，钢梁支座由沈阳重型机械厂生产。
1957年5月5日，大桥钢梁在6号桥墩顺利合拢，同日举行了庆祝大会。武汉长江大桥（连同配套工程）总投资预算1.72亿元人民币，实际只用了1.384亿元；大桥本身造价预算7250万元，实际只用了6581万元。

## 通车

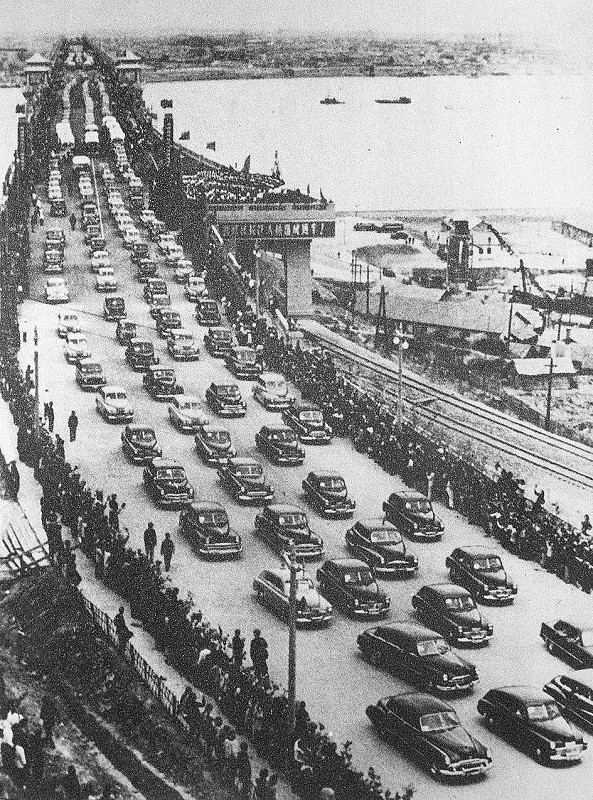
汽车队伍通过公路桥

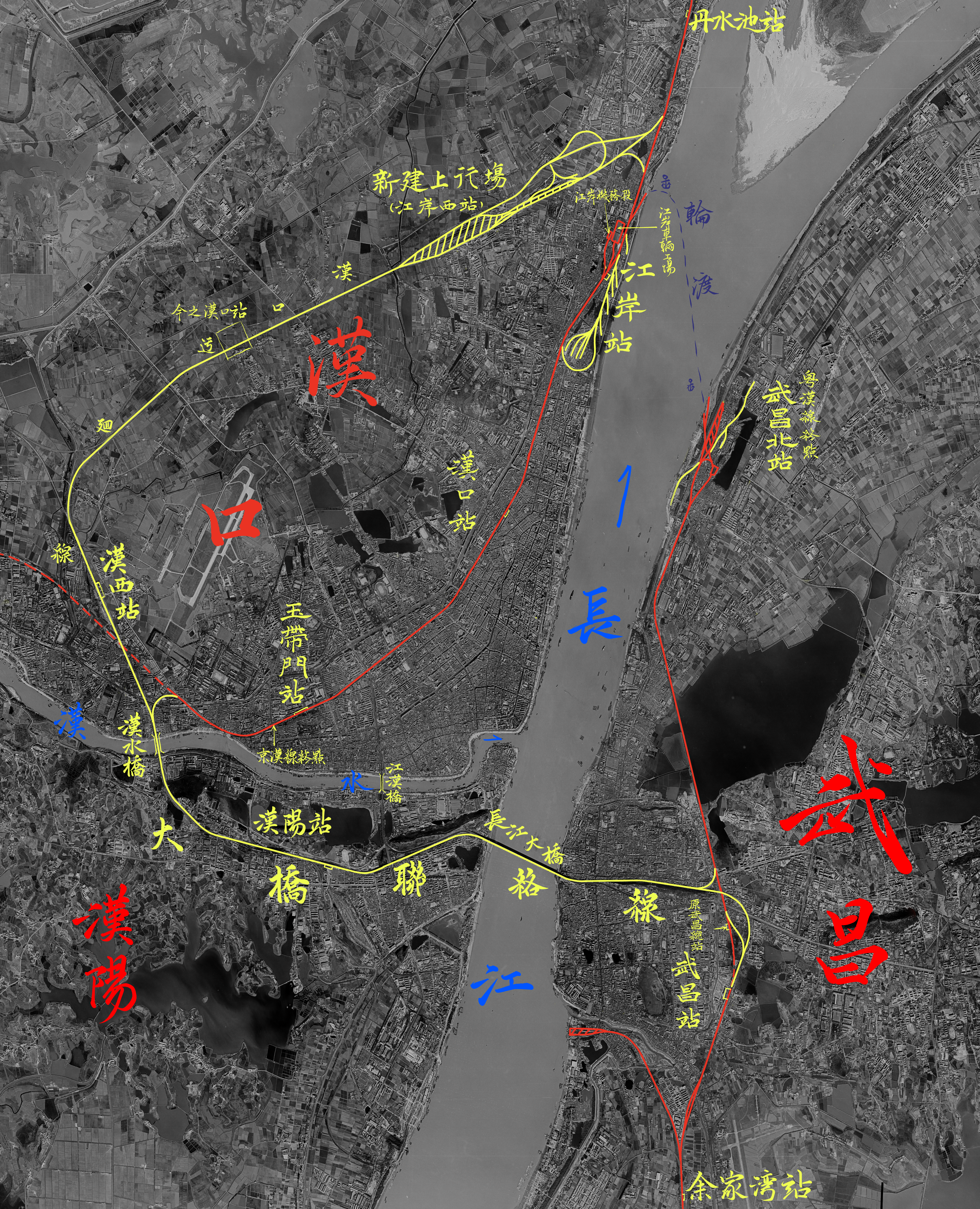
大桥建成后京广铁路在武汉市内的迂回情况。红色为大桥通车前的既有铁路，黄色为新建铁路，红色虚线为未成川汉铁路。其中，大桥联络线偕同京汉、粤汉两线于1957年11月11日合并为京广铁路（除通往武昌北站的联络线仍维持原称）；汉口迂回线于1978年改为京广铁路正线至今，原在市区的京广正线变为京广附属线。另外，既有粤汉铁路武昌至武昌北区间一度改称京广铁路武昌北支线，后为武大铁路（今武九铁路武昌北环线）的一部分。京广附属线、武九铁路武昌北环线今皆废止拆除。

1957年8月14日开始，大桥开始进行初步验收工作，次15日，铁路机车附挂平车、客车各一辆，自汉阳站出发通过大桥抵达武昌车站，当月20日初步验收完毕。
当年9月18日至10月7日，大桥进行了正式验收工作。9月25日，武汉长江大桥全部完工，并于当天下午举行正式试通车；第二天的《长江日报》作了重头报道。
同年10月初，武汉长江大桥通过了国务院以王世泰为主任委员的大桥验收交接委员会检验；10月13日，王世泰宣读验收结论，并代表验收委员会批准大桥交付使用，交方、接方各代表在交接书上签字。1957年10月15日，武汉长江大桥正式通车，并由时任国务院副总理李富春、中央政治局候补委员康生、陆定一、国家建委副主任王世泰、铁道部部长滕代远、交通部部长曾山、城市建设部部长万里、苏联运输工程部部长科热夫尼科夫、苏联经济总顾问阿尔希波夫等人主持了盛大的通车典礼。来宾讲话完毕后，上午11时20分由李富春为铁路桥剪彩后，由北京开往南宁、凭祥的旅客列车（今Z5次列车）成为第一列通过武汉长江大桥的旅客列车；随后中央首长和中外来宾顺序登上另一列列车通过大桥。中午12时，李富春又为公路桥上进行通车剪彩，三百多辆汽车组成的车队、文艺花车队伍顺序通过公路桥面。
- 正式通车前一天，滕代远与哥热夫尼柯夫等人参观大桥
- 通车典礼後，滕代远陪同各界来宾在铁路桥上参观，上有毛泽东手书“一桥飞架南北天堑变通途”
- 通车典礼车队
- 北京至凭祥列车通过大桥
- 大桥正式通车当天，康·谢·西林（右）获颁感谢状，与滕代远握手致意
- 各界群众喜迎大桥通车

武汉长江大桥正式通车的1957年10月15日，《人民日报》头版用左侧四分之一版面发表范荣康撰写的社论《伟大的理想实现了》，旁边是“李富春副总理参观长江大桥”的图片。10月16日，《人民日报》又以整个头版报道长江大桥通车盛况，头条标题是《火车飞驰过长江——千年理想成现实，万众欢腾庆通车》；并用几乎通栏的版面刊登长江大桥的全景图；还刊有“从北京开往凭祥的列车，在万人欢呼声中第一次驰过长江大桥”和“汽车队伍浩浩荡荡通过长江大桥公路桥面”两副图片；一版同时刊登《表彰苏联专家对长江大桥的创造性贡献，国务院授予西林同志感谢状》的消息和西林的照片。武汉长江大桥作为中国国内首座公铁两用特大桥，将京汉铁路和粤汉铁路两路接轨，并于1957年11月11日合称为京广铁路，成为京广铁路上最重要的“咽喉”。大桥建成后，铁路轮渡也失去了作用，1958年江岸站新建上行场完工后铁路轮渡停航。

## 运营维护

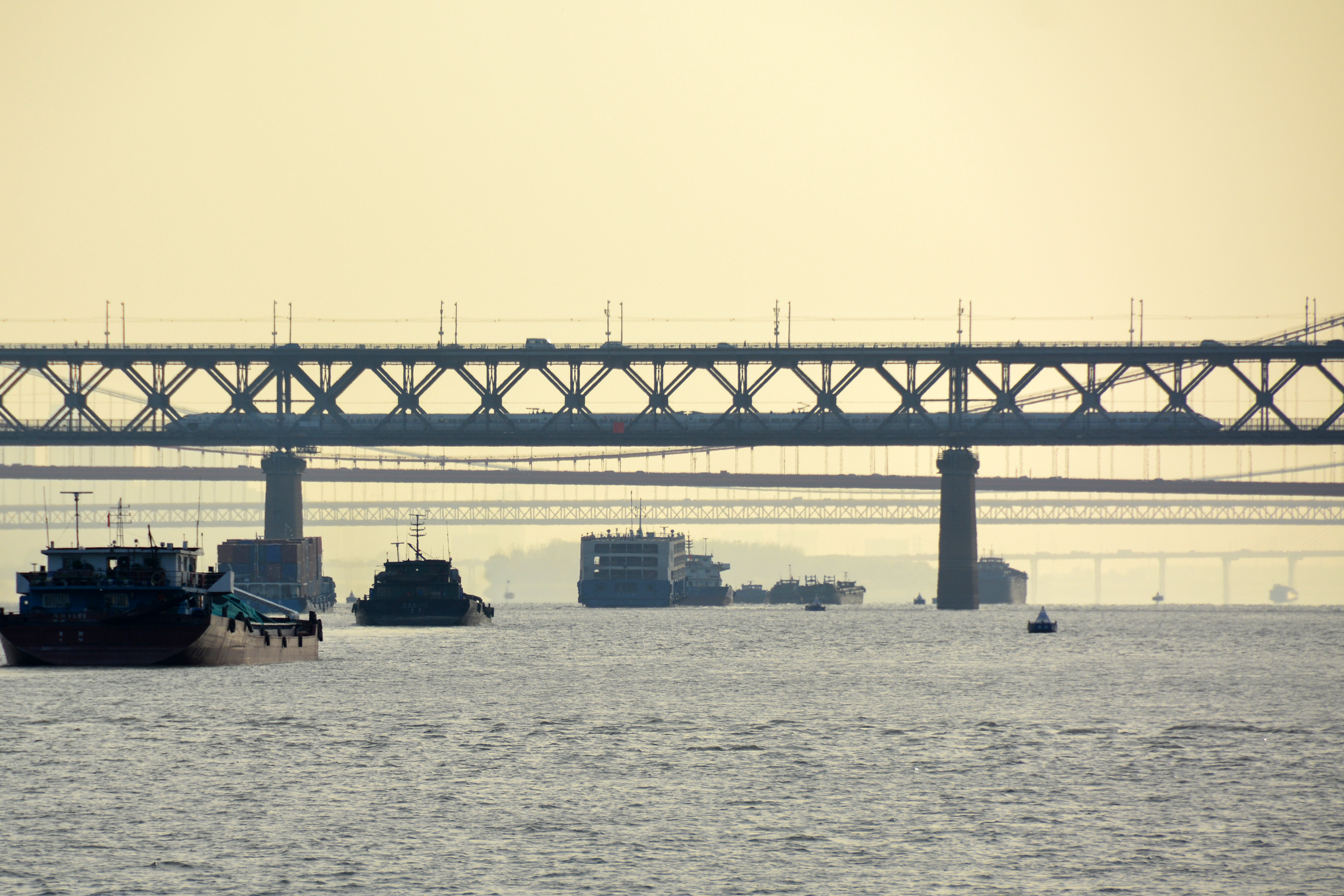
通过长江大桥的一列和谐号CRH2型电力动车组

### 组织机构
1957年大桥建成后，国务院规定，公路桥面以下钢梁、墩台、铁路桥面的维修，公路桥面的护栏、各下水管路、梳形板，桥头堡由铁路部门负责维护，主桥引桥公路桥面及其上电灯照明由武汉市有司负责维护。
当时的武汉铁路管理局成立武汉长江大桥桥工段负责维护大桥，1959年改称武汉长江大桥桥工处，2004年11月起与武汉境内其它铁路工务组织合并为武汉桥工段，今大桥除公路桥外的维护工作仍由其负责。另外还设立了武汉长江大桥管理委员会（1971年后工作停摆，1979年撤销）、武汉长江大桥保卫委员会、武汉长江大桥保卫科负责日常运维事务。

### 运维
1990年代初，京广铁路郑州至武昌段电气化改造，大桥铁路桥面亦在其中进行了电气化改造，1993年1月接触网通电。
1995年，双向六车道的武汉长江二桥建成使用，改变了“三镇交通一线牵”的状况，一定程度上缓和了武汉长江大桥的负荷。
2002年8月至9月间，武汉长江大桥进行了首次大修，包括防渗、防锈、路灯改造、路面重铺等项目。2007年，武汉长江大桥建成通车50周年之际，中国工程院院士、中铁大桥勘测设计院高级工程师、武汉长江大桥的建造者之一的方秦汉教授表示，只要精心维护，该桥的使用年限完全有可能超过100年。
受到武汉长江大桥的运能限制，2007年4月18日起开行的京广既有线动车组列车并无跨越长江的车次。2009年4月1日合武铁路通车，新开行一对武昌至上海的动车组列车一对，实现CRH动车组列车首次在武汉长江大桥上通行。
2006年4月18日，武汉北编组站及配套设施天兴洲长江大桥、滠武铁路开工，2009年完工。武汉铁路枢纽主要货车车流改由天兴洲长江大桥承担，不再经由武汉长江大桥，有效缓解了大桥的交通压力。但截至2022年，长江大桥日均车流量6.5至7.2万台左右，每日通过列车逾150对。桥梁承载仍长期处于高负荷状态。

### 文物保护
2008年，武汉长江大桥被公布为湖北省文物保护单位。2012年，时任故宫博物院院长、前国家文物局局长单霁翔认为，“长江大桥绝对应该成为全国重点文物保护单位”。2013年，武汉长江大桥被公布为第七批全国重点文物保护单位。武汉长江大桥作为文物的的保护范围为：“武汉长江大桥及周围一定范围。四至：东至武昌桥头堡以东200米，西至汉阳桥头堡以西200米，南、北面以桥体边缘为界向外延伸50米”，建设控制地带为：“以保护范围四至为界，四周各向外延伸50米”。

## 建筑

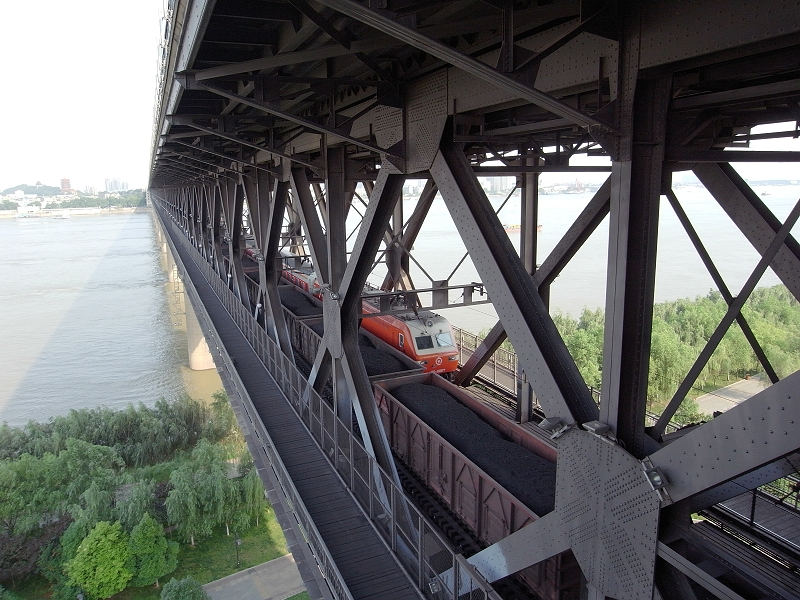
铁路桥桥面

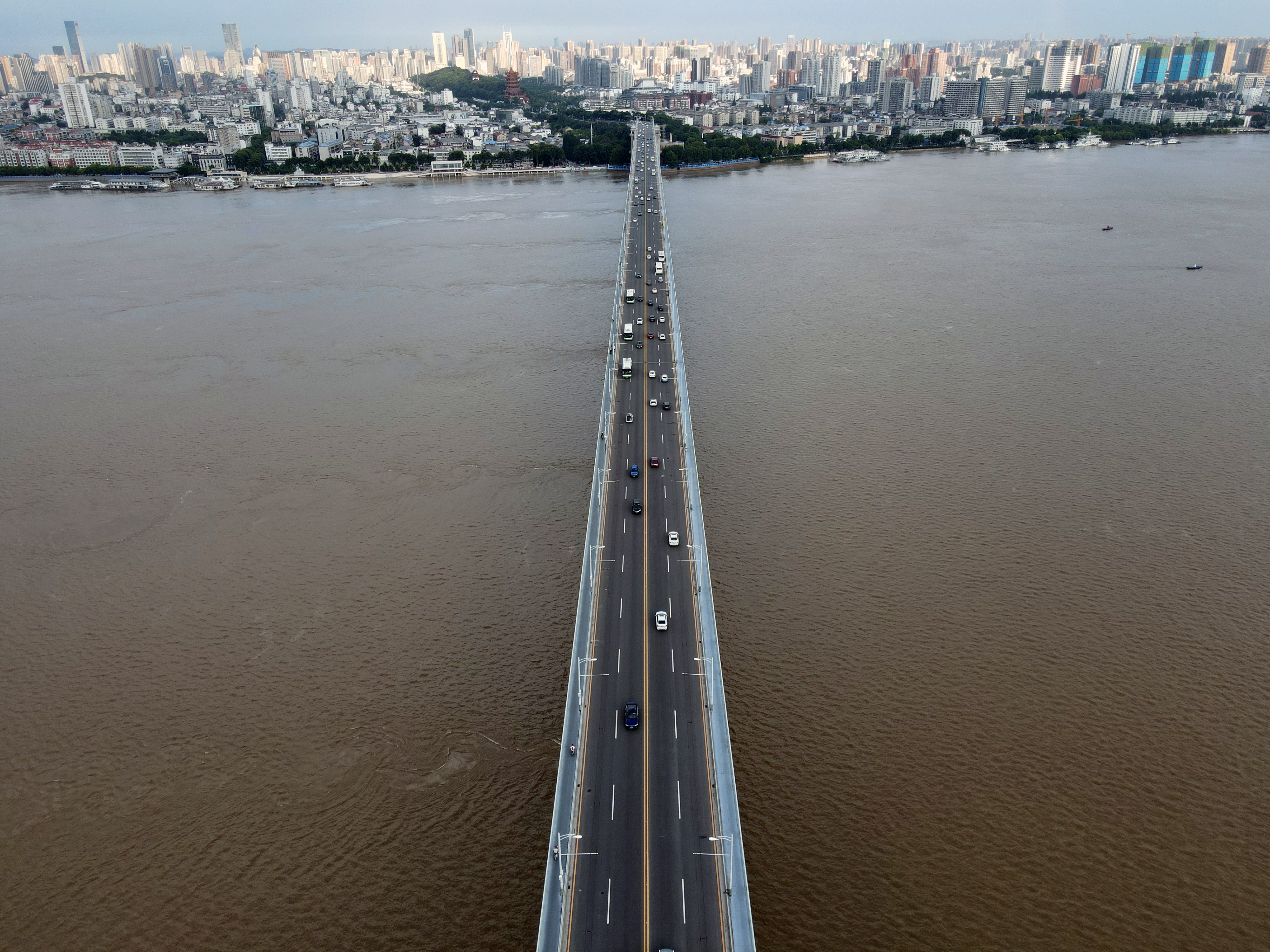
俯瞰大桥，远处为黄鹤楼

### 结构
武汉长江大桥为铁路、公路两用桥，总长1670米，其中正桥1156米，北岸引桥303米，南岸引桥211米。上层为公路桥，车行道采用双向四车道设计，宽18米，人行道每侧各宽2.25米。下层为双线铁路桥，宽14.5米。

#### 正桥
正桥桥身为三联连续桥梁，由3联（3孔为一联）9孔、跨度为128米的连续梁组成，共8墩9孔。主桁为菱形桁架，高16米，桁距为10米。铁路桥面净空高6.125米（参照当时苏联电气化桥梁限界标准）。钢梁采用铆钉铆合结构。每联联结梁有1组铰式的固定支座，位于1个中间的桥墩上（即3、6号桥墩），其它2个桥墩上均为活动支座。

#### 引桥
引桥为双层桥梁，各自将上层公路和下层铁路分别引到正桥上来。公路桥面以直线直抵龟、蛇两山；铁路桥面在两岸以600米的曲线半径渐与公路分开并行。汉阳引桥共17孔，武昌引桥共12孔。

#### 桥台（桥头堡）
正桥的的两端建有高35米、具有中国民族风格的桥头堡，从底层大厅到顶亭有7层，内有电梯供人上下。1、2层分别为大厅及回廊，3层为休息室，4层主要为铁路桥面的立柱，5层为铁路桥面，6层为穿厅，7层为公路桥面支撑结果，8层为桥头堡顶部及公路桥面。

### 美术设计

#### 方案选定
1954年1月，中央人民政府在关于修建武汉长江大桥的决定中特别指出，武汉长江大桥之美术设计，要配合大桥本身雄伟建筑及武汉都市建筑，并责成铁道部设置奖金，广泛征求国内美术建筑专家的优秀作品，送呈中央核定。至同年年末，铁道部已经征集到全国20多家设计单位和苏联专家的设计方案共25套。
1955年2月，包括茅以升在内，中国著名的建筑、美术、园艺、城市规划、桥梁专家们组成评委会，将25个方案分为一、二、三等奖，其中唐寰澄的方案为三等奖。评奖后，所有方案图样全部呈送政务院审批，周恩来当即拍板选定唐寰澄的第25号方案。选定理由为除唐寰澄方案之外，其它设计方案里的桥头皆是大厦高塔形式，如此美术装饰必然会使得建桥费用高昂，这对刚成立不久的中华人民共和国来说是一笔不小的开销，唐寰澄方案不仅具有中国传统特色，且造价最为经济，因而最终选定采用。

#### 设计特色
武汉长江大桥的正桥桥身为外露的钢桁梁结构，满足了实用、经济、美观的美学原理，没有增加过多的和结构无关的美术装饰；而引桥上层采用钢筋混凝土结构的连续拱形式，造成引桥和正桥在形式和材质上形成鲜明的对比。钢筋混凝土结构的重檐四坡攒尖顶桥头堡，自地面至公路桥面高为35米，造型为传说中的“琼楼玉宇”，桥头堡的细节处理上又借鉴了中国传统建筑的形式，比如花格窗。大桥两侧有雕花栏杆，雕刻多取材于中国民间传说和神话故事，如“孔雀开屏”、“鲤鱼戏莲”、“喜鹊闹梅”、“松鼠吃葡萄”等，当时这些图案设计以“百花齐放，百鸟争鸣”为主题公开向全民征集，最终35种图案入选。在1985年黄鹤楼重建完工之前，武汉长江大桥的桥头堡是武昌一带的最高建筑。

## 事故及事件

### 船舶撞击
由于武汉长江大桥是第一代长江大桥，其墩数较多、跨距较短，受船舶撞击的机会率明显较高，从1959年首次有记载的武汉长江大桥被船舶撞击事故开始，大桥投入使用以来遭撞击近百次。1990年7月28日，一艘重达900吨的吊船正面撞上，大桥养护人员为此维护了一个月。2011年6月6日清晨，武汉长江大桥遭遇建桥以来最严重的一次撞击，因江面突起大雾，能见度极低，一艘万吨级油轮撞上大桥7号桥墩，但对桥梁没有太大影响。

### 公交爆炸
1998年2月14日上午10时8分，1路电车行驶至汉阳桥头时突然发生爆炸，造成多人死伤，事后查明为邹昌力和曹军弄二人为殉情制造的爆炸。

### 车辆撞击
2020年5月6日，一辆轿车撞断武汉长江大桥护栏，包括一木棉花雕花铸件在内的构件被撞坠江。10月12日，武汉市天时建筑公司进场施工。15日，按照文物修复原则修缮复原后的护栏交付使用。更换下来的护栏、护杆等126件构件被移交至江汉关博物馆收藏展出。20日，修复工程全部完工。

### 跳桥轻生
由于长江大桥距离江面较高，因此有人选择大桥桥面跳桥轻生，同时也有有关报道。根据1996年的一项统计，武汉长江大桥每年平均自杀24.7人。

## 影响与意义

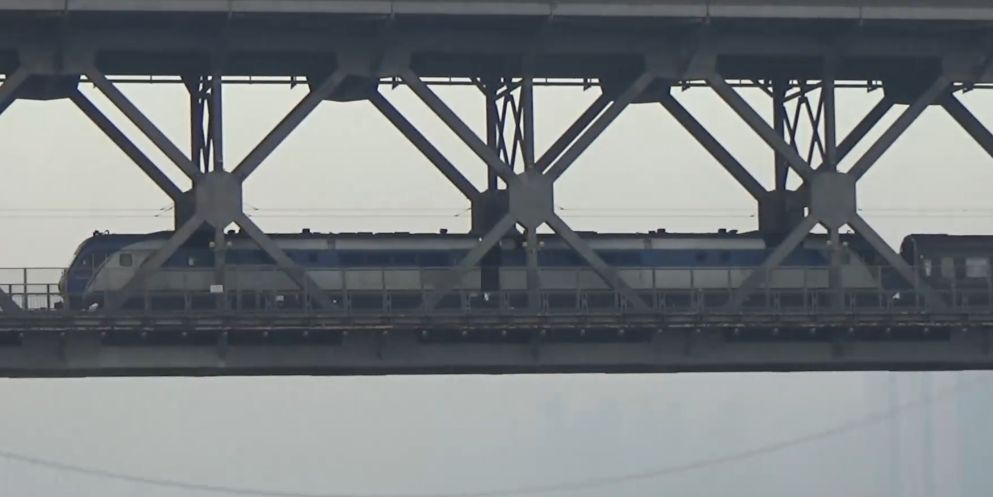
Z37次列车通过大桥，该车次及对开的Z38次为武汉老牌进京列车，开行于1958年夏，亦有重要地位。

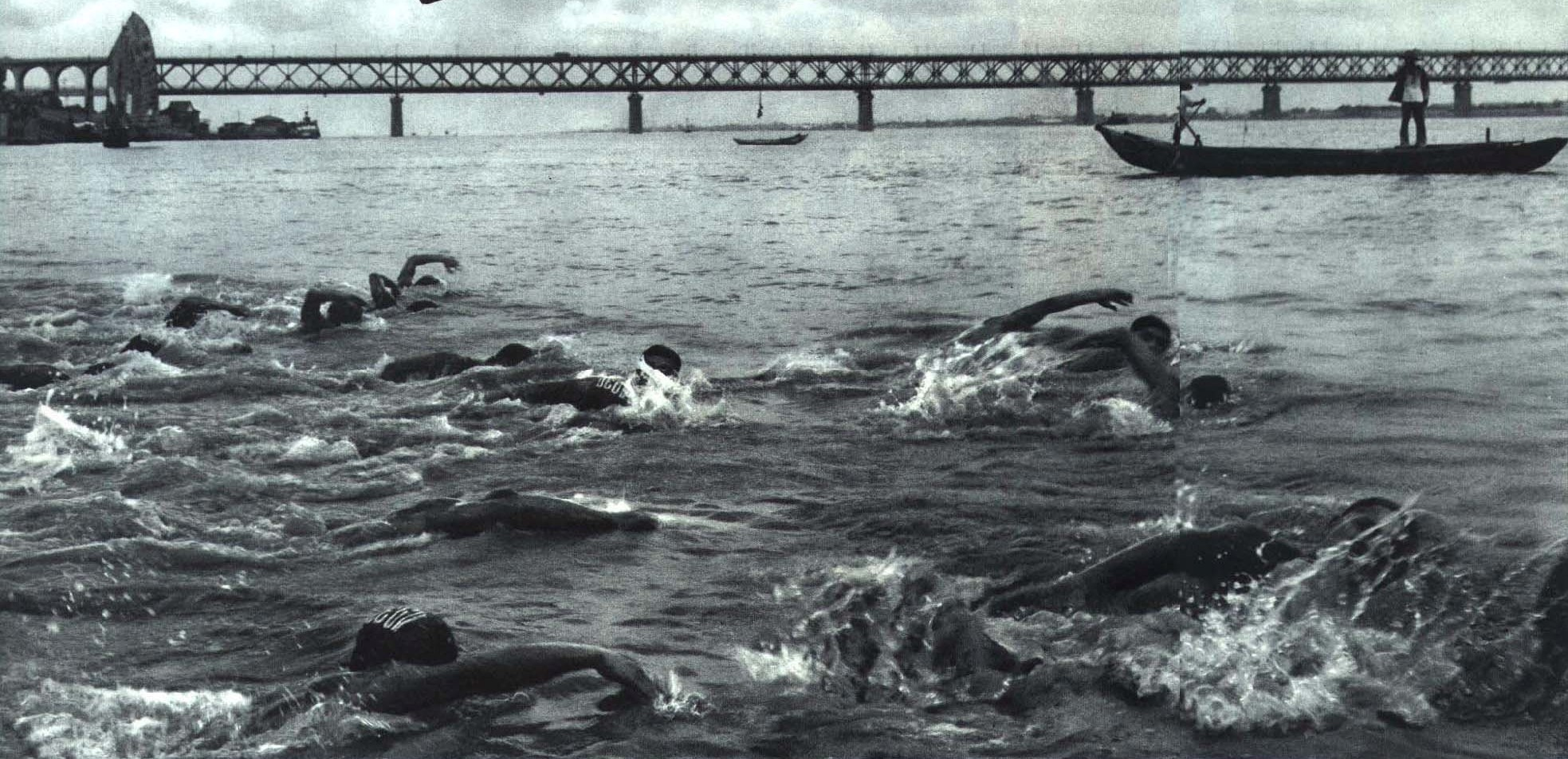
1964年，在长江游泳的群众

武汉长江大桥偕同配套的汉水铁路桥、江汉桥将武汉三镇连为一体，彻底结束了武汉三镇互相隔江而望的历史。素有“万里长江第一桥”之誉。
对于政治而言，当时刚建立不久的中华人民共和国百废待兴，需要便利的交通为其提出的社会主义建设奠定基础。另外在中华民国各政府领导时期长江大桥皆未能实施，而在中国共产党领导下能将大桥修成，既“展现了国威”，亦可藉此“表现社会主义的优越”。
对于交通运输而言，大桥连京汉、粤汉二线为一体，使京广铁路成为中国铁路运输中一条贯通南北的铁路干线。北京始发的列车可以不经过轮渡，直接到达广州、凭祥。后来新建的武大铁路（武九铁路）、汉丹铁路接入武汉，武汉铁路枢纽就此成为中国中部重要的铁路枢纽。另外，便利的交通亦有利于国防的建设。
对于桥梁建设而言，在大桥建设期间，进行的诸多实验及总结的施工经验为未来的造桥项目，诸如同时建造中的白沙沱长江大桥，勘测中的南京长江大桥提供了范例及经验。同时在此期间培养了一批工程技术人员，成为当时中国国内建设的中坚力量。
对于经济建设而言，大桥为武汉乃至湖北省的经济发展奠定了坚实的基础。另外大桥的建立使得武汉自近代以来的一座大型商埠变成为了重要的工业中心，为当时尚在初建阶段的武钢以及各行业生产提供了便利。
对于武汉市民而言，大桥不仅改变了民众的出行和生活方式，而且为武汉人民烙下了深刻的印记，成为武汉市最著名的城市标志之一。大桥通车的几年内，为了表达对大桥的热爱与纪念，许多武汉父母为刚出生的婴儿取名时，千方百计想与“桥”字拉上关系，如“建桥”、“汉桥”等名字。据2007年的统计，武汉市户籍人口中名字带“桥”字的有28298人，其中22782人在大桥正式通车后出生，占八成以上。2017年长江日报征集1957至2017年市民與武汉长江大桥的合影，60年間每年選一張登出，成為了珍貴的歷史照片記錄。位于大桥汉阳桥头南侧的街道，因为街道办事处组建于大桥兴建之时而得名“建桥街道”。此处亦是中铁大桥局过去的机构驻处，在大桥兴建之时，大桥局在街道内大量兴建职工住宅（即街道下辖大桥社区居民委员会）。

## 衍生文化

### 纪念设施

#### 武汉长江大桥建成纪念碑及观景台
该纪念碑在大桥武昌桥头南侧，与大桥同时期竣工。纪念碑自底座到碑顶高11.5米，碑座为三层八角形。纪念碑圆形的碑身象征构成大桥基础的大型管柱，箱形碑顶象征施工时使用的震动打桩机。纪念碑的碑座，镶嵌着白色大理石，花岗岩为护壁，并用阴文金字题字，纪念碑碑文《武汉长江大桥建桥记》由彭敏撰写，记叙了大桥建桥过程。纪念碑朝向长江一侧上刻“武汉长江大桥建成纪念碑”，另一侧上刻毛泽东手书“一桥飞架南北天堑变通途”。
|                                | ……江水悠悠，长桥如画，楚天凝碧，艳阳似锦，爰为之记，以誌永久。 公元一九五七年十月十五日 |
| ——彭敏，《武汉长江大桥建桥记》 |                                                                                         |

彼时为纪念长江大桥这一劳动成果，早在建设期间纪念碑的设计便被纳入考量，亦有众多提案。经专家挑选，选定了由原大桥工程局工程师陈铁尧设计的纪念碑方案，纪念碑外形恰似武汉长江大桥桥墩施工的管柱，成了纪念碑的象征物。
另外，纪念碑所在的观景台为清代黄鹤楼及胜像宝塔所在，黄鹤楼在清末被毁，原址修建了一座警钟楼。在大桥修建时，警钟楼被拆除、胜像宝塔被搬离。在临江大道边的观景台基座砌石上，刻有“黄鹤楼故址”五字。
2004年，《楚天都市报》曾报道纪念碑出现倾斜、观景台出现下陷病害。当年，武汉城管系统对其进行了维修加固。

#### 武汉长江大桥纪念馆
纪念馆设置在武昌桥头堡四楼过道大厅，于2003年建成开放，占地面积约200平方米。馆内陈列有各种照片、橱窗、展板及少量实物，2003年被铁道部批准为“万里长江第一桥爱国主义教育基地”。

#### 武汉长江大桥五米大型管柱试验实物纪念碑
1954年10月，为实验西林提出的“管柱钻孔法”，在汉阳的莲花湖畔对该方法的各个工序逐项进行试验，建起了35个试验管柱。最终证明该方案的可行性、科学性。为纪念西林等苏联专家的贡献，铁道部决定将莲花湖畔的巨型试验墩保留，并在试验墩上书“五米大型管柱试验实物纪念”，基座上镌刻有彭敏撰写的《管柱钻孔法试验记》碑文。以兹纪念。该碑已被作为文物保护。

### 文艺作品
在大桥试通车完成后的次日，即1956年9月26日，当日《长江日报》在《江花》文艺副刊上转载了郭沫若不久前发表在《人民日报》上的一首《长江大桥》长诗。
1956年6月，毛泽东从长沙到武汉，第一次游泳横渡长江，当时武汉长江大桥已初见轮廓，毛泽东即兴写下《水调歌头·游泳》一词，其中广为传诵的一句“一桥飞架南北，天堑变通途”，正是描写武汉长江大桥的气势和重要作用。1957年9月6日，毛泽东第三次来到武汉长江大桥工地视察，并从汉阳桥头步行到武昌桥头。
武汉的本地歌手们亦在歌曲中表达对武汉长江大桥的怀旧与纪念，如武汉本土乐队UN1的《大桥大桥》以及民谣歌手冯翔的《汉阳门花园》。

### 产品宣传
为了藉由武汉长江大桥的象征意义扩大影响力，一些企业在产品的背景广告宣传画中使用大桥，还有一些企业直接使用“大桥”作为商标名称，如原武汉卷烟厂生产的大桥香烟、原武汉味精厂生产的大桥味精、原武汉童车厂生产的大桥童车，以及大桥缝纫机、大桥牙刷、大桥衬衫等。截至2011年年底，武汉注册、仍在使用的“大桥”牌商标有55个。

### 邮政产品

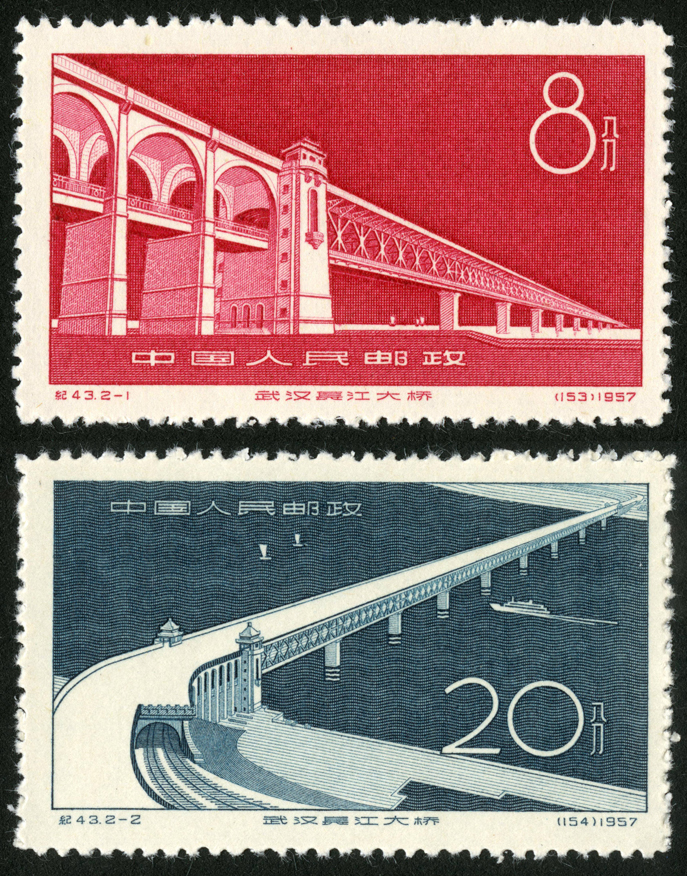
武汉长江大桥纪念邮票

截至2004年，武汉长江大桥是唯一一座曾分別出現在三套中国郵票上的橋梁。1957年10月1日，邮电部发行了《武汉长江大桥》纪念邮票（志号：纪43）一套2枚；同时，1959年10月1日发行的《中华人民共和国成立十周年（第三组）》纪念邮票（纪69）的第4枚、1976年7月16日发行的《到大江大海去锻炼》纪念邮票（J10）第2枚的主图和背景上，也是武汉长江大桥。

### 货币图案

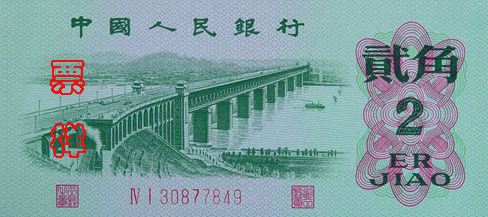
以武汉长江大桥为主题素材的第三套人民币贰角券

武汉长江大桥的图案入选了1962年4月开始发行的第三套人民币，作为反映当时“中国社会主义建设新成就”的一个重要标志，成为第三套人民币贰角券的主题素材。

### 西林的大桥情
在长江大桥正式通车的当天晚上，李富春代表周恩来总理向参加大桥建设的苏联专家组组长西林授予感谢状，滕代远代表中国铁道部向格洛佐夫等九位苏联专家授予感谢状和纪念章，又举行了庆祝武汉长江大桥通车招待宴会。西林于1957年11月9日返苏，并于回国后因管柱钻孔法的成功获颁列宁奖；他一生曾参与400多座大桥的设计建造，但武汉长江大桥一直是他最珍视的桥梁，曾多次表示，武汉长江大桥不仅仅是一座大桥，更是中苏友好的象征。1980年10月，西林再次来华访问，参观了武汉长江大桥、南京长江大桥。1996年2月，西林于莫斯科逝世，家人按照西林的遗愿在墓碑背面是刻画了武汉长江大桥的图像，中国《人民日报》发表了缅怀西林的纪念文章。

### 网络模因
由于在大桥附近可以看到桥上汽车火车分别在上下两层通过的图景，在互联网上曾经风传一组图片，图片中上层公路桥面行驶的武汉公交车超越了下层铁路桥面行驶的列车，因而成为表现武汉公交车的速度之快的一个網路迷因。但事实上铁路部门为行驶安全及保护大桥对列车有限速要求，通过长江大桥的列车时速不快，因此公交车在长江大桥超越火车并不足为奇。
此外，因“武汉市/长江大桥”被错误断句为“武汉市长/江大桥”（同样的还有“南京市长/江大桥”），形成了“江大桥市长”的网络模因。

## 引用
1. 1 2 3  武汉铁路分局志(1893-1990)（1998年），第103页
2. 1 2  中国铁路武汉局集团有限公司年鉴（2021年），第335页
3. ↑  武汉长江大桥（茅以升）（1958年），第8–22页
4. ↑  武汉长江大桥（茅以升）（1958年），第5页
5. ↑  武汉长江大桥（茅以升）（1958年），第3–4页
6. 1 2 3  武汉长江大桥（茅以升）（1958年），第6页
7. 1 2 3 4 5  武汉铁路分局志(1893-1990)（1998年），第94页
8. 1 2 3 4 5 6 7 8  武汉铁路分局志(1893-1990)（1998年），第93页
9. 1 2  武汉铁路分局志(1893-1990)（1998年），第98页
10. 1 2 3 4 5  武汉铁路分局志(1893-1990)（1998年），第99页
11. 1 2  武汉市公安局. . 武汉市公安局. 2023-10-24  [2024-02-05]. （原始内容存档于2024-02-05） （中文（中国大陆））.
12. ↑  武汉市志 总类志（1998年），第1页
13. 1 2  武汉铁路分局志(1893-1990)（1998年），第92页
14. ↑  中國鐵路志（1963年），第416页
15. ↑  蒋太旭; 陈丽芳. . 长江日报. 2011-03-20: 第6版：城市旧闻 （中文（中国大陆））.
16. ↑  清末民初的武汉长江大桥建设计划（2018年），第7页

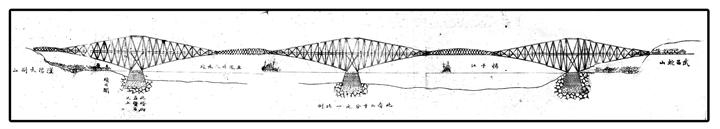
最早的长江铁桥设计图——柯林森方案《拟建江面铁桥图》（总体），现藏于武汉市档案馆

17. ↑  清末民初的武汉长江大桥建设计划（2018年），第7–8页
18. 1 2 3 4  清末民初的武汉长江大桥建设计划（2018年），第8页
19. 1 2  交通史路政編 第2冊（1935年），第990页
20. ↑  詹天佑评传（2001年），第245页
21. ↑  中国近代工程技术界的一代宗师詹天佑（1996年），第35页
22. ↑  詹天佑评传（2001年），第252–254页
23. ↑  汉阳史话（2004年），第32页
24. ↑  武汉文史资料 第55辑（1994年），第78页
25. ↑  交通史路政編 第2冊（1935年），第983页
26. ↑  中国铁路桥梁史（1987年），第129页
27. 1 2  武汉铁路分局志(1893-1990)（1998年），第92–93页
28. ↑  交通史路政編 第2冊（1935年），第983–990页
29. ↑  交通史路政編 第2冊（1935年），第987页
30. ↑  清末民初的武汉长江大桥建设计划（2018年），第9页
31. ↑  交通史路政編 第2冊（1935年），第991–996页
32. 1 2 3 4  中國鐵路志（1963年），第417页
33. ↑  彭珊珊. . 澎湃新闻. 2019-05-09  [2024-03-25]. （原始内容存档于2024-03-25） （中文（中国大陆））.
34. 1 2 3  武汉市志 城市建设志（1998年），第167页
35. ↑  武汉城市规划思想的百年演变（2009年），第34–35页
36. ↑  中國鐵路槪論（1950年），第62页
37. ↑  交通史路政編 第2冊（1935年），第996页
38. ↑  交通史路政編 第2冊（1935年），第997页
39. ↑  清末民初的武汉长江大桥建设计划（2018年），第9–10页
40. ↑  交通史路政編 第2冊（1935年），第1001页
41. ↑  交通史路政編 第2冊（1935年），第996–1010页
42. ↑  武汉通史（2006年），第6页
43. 1 2 3 4 5  武汉文史资料 第55辑（1994年），第80页
44. 1 2 3  中國鐵路志（1963年），第419页
45. 1 2 3 4 5  清末民初的武汉长江大桥建设计划（2018年），第10页
46. ↑  江岸车站志（1998年），第1页
47. ↑  . 楚天都市报. 2019-03-10  [2019-09-16]. （原始内容存档于2019-06-13） （中文（中国大陆））.
48. ↑  中国铁路运输（1994年），第11页
49. ↑  . 西南交通大学铁路发展有限公司.   [2011-08-27]. （原始内容存档于2019-05-02）.[]
50. ↑  . 武汉市地情文献.   [2011-08-27]. （原始内容存档于2016-03-06） （中文（中国大陆））.
51. ↑  中国科学技术专家传略（1995年），第202页
52. ↑  . 广州文史.   [2011-08-27]. （原始内容存档于2020-08-25） （中文（中国大陆））.
53. ↑  . 中国人民政治协商会议全国委员会. 2011-09-21  [2016-11-07]. （原始内容存档于2021-02-28） （中文（中国大陆））.
54. ↑  湖北省志 城乡建设（1999年），第549页
55. 1 2 3  武汉长江大桥（彭敏）（1958年），第5页
56. ↑  中国铁路建设史（2008年），第363页
57. ↑  武汉铁路分局志(1893-1990)（1998年），第95页
58. ↑  当代中国的铁道事业（1990年），第481页
59. 1 2  父亲滕代远参与领导武汉长江大桥修建始末（2010年），第6页
60. ↑  武汉市志 交通邮电志（1998年），第253–254页
61. 1 2  武汉长江大桥（彭敏）（1958年），第6页
62. ↑  人民日报（1957年01月23日），第1版
63. ↑  武汉长江大桥（彭敏）（1958年），第8页
64. ↑  缅怀中国人民的老朋友康·谢·西林（2008年），第39–40页
65. ↑  武汉长江大桥（茅以升）（1958年），第33–34页
66. ↑  父亲滕代远参与领导武汉长江大桥修建始末（2010年），第8页
67. ↑  武汉长江大桥（彭敏）（1958年），第9–10,24页
68. ↑  武汉文史资料 第37辑（1989年），第105页
69. 1 2 3  武汉铁路分局志(1893-1990)（1998年），第96页
70. ↑  共和国成就大辞典（1993年），第220页
71. ↑  武汉市志 交通邮电志（1998年），第259页
72. ↑  武汉长江大桥（彭敏）（1958年），第15页
73. ↑  中国铁路桥梁史（1987年），第146页
74. ↑  武汉铁路分局志(1893-1990)（1998年），第98-99页
75. 1 2  武汉长江大桥（彭敏）（1958年），第12页
76. ↑  . 新华社. 1956-10-25  [2011-09-15]. （原始内容存档于2016-11-07）.
77. ↑  武汉长江大桥（彭敏）（1958年），第9页
78. ↑  武汉长江大桥（茅以升）（1958年），第33页
79. ↑  . 杭州日报. 2012-10-16  [2016-11-07]. （原始内容存档于2020-04-28） （中文（中国大陆））.
80. 1 2  武汉铁路分局志(1893-1990)（1998年），第102页
81. 1 2  . 武汉文明网.   [2018-03-25]. （原始内容存档于2020-08-25）.
82. ↑  人民日报（1957年10月14日），第1版，《长江大桥明日正式通车》
83. ↑  父亲滕代远参与领导武汉长江大桥修建始末（2010年），第11–12页
84. ↑  人民日报（1957年10月15日），第1版
85. ↑  人民日报（1957年10月16日），第1版
86. ↑  . 经济日报. 2012-12-26  [2018-09-24]. （原始内容存档于2020-04-05）.
87. ↑  江岸车站志（1998年），第30页
88. ↑  武汉铁路分局志(1893-1990)（1998年），第104页
89. ↑  武汉年鉴（1993年），第286页
90. ↑  江岸车站志（1998年），第5页
91. ↑  . 荆楚网. 2012-02-03  [2017-12-13]. （原始内容存档于2020-04-05）.
92. ↑  . 新华网.   [2011-09-19]. （原始内容存档于2016-03-04）.
93. ↑  . 荆楚网.   [2011-02-19]. （原始内容存档于2012-07-17）.
94. ↑  . 楚天都市报 (荆楚网). 2007-04-19  [2024-01-24]. （原始内容存档于2024-01-13）.
95. ↑  . 长江网. 2009-03-19  [2024-01-24]. （原始内容存档于2024-01-24）.
96. ↑  . 搜狐网. 2009-10-27  [2018-11-18]. （原始内容存档于2018-11-19） （中文（中国大陆））.
97. ↑  武汉年鉴（2007年），第195–196页
98. ↑  湖北省人民政府.  . 维基文库. 2008-03-27.
99. ↑  陈智. . 大武汉. 长江日报. 2019-04-08  [2024-02-02]. （原始内容存档于2024-02-02） （中文（中国大陆））.
100. ↑  . 中国政府网. 2014-07-21. （原始内容存档于2023-10-26） （中文（中国大陆））.
101. ↑  湖北省人民政府办公厅.  . 维基文库. 2015-05-05 （简体中文）.
102. ↑  武汉铁路分局志(1893-1990)（1998年），第96-97页
103. ↑  武汉铁路分局志(1893-1990)（1998年），第97页
104. 1 2 3  . 澎湃网. 武汉市文化和旅游局. 2021-10-15  [2024-02-07]. （原始内容存档于2024-02-07）.
105. 1 2  武汉长江大桥解读（2010年）
106. ↑  修建中的武漢長江大橋（1955年），第25页
107. ↑  . 中武建设集团有限公司.   [2024-03-28]. （原始内容存档于2024-03-28）.
108. ↑  . 中国桥梁网. 2010-08-31  [2016-11-07]. （原始内容存档于2016-11-07）.
109. ↑  . 黑龙江新闻网. 2011-06-08  [2011-08-27]. （原始内容存档于2017-11-12） （中文（中国大陆））.
110. ↑  . 中华人民共和国中央人民政府门户网站. 新华社. 2011-06-06  [2024-02-06]. （原始内容存档于2024-02-07） （中文（中国大陆））.
111. ↑  . 警察网. 2005-02-18  [2024-03-25]. （原始内容存档于2011-08-17） （中文（中国大陆））.
112. ↑  穆玉敏. . 人民日报海外版. 2007-09-26: 第07版  [2007-09-26]. （原始内容存档于2008-12-05） （中文（中国大陆））.
113. ↑  卢成汉; 殷莉红; 高嫣嫕. . 楚天都市报. 2020-12-16: 第A13版：城事 （中文（中国大陆））. 5月6日零时，一辆外地牌照黑色小轿车突然撞断武汉长江大桥护栏[……]坠江的雕花铸件应该是木棉花图案[……]10月15日，修复后的护栏交付使用。更换下来的护栏、护杆等126件构件，已移交给江汉关博物馆收藏展出。
114. ↑  殷莉红. 王诗尧 , 编. . 中国新闻网. 2020-10-20  [2024-03-25]. （原始内容存档于2024-03-25） （中文（中国大陆））.
115. ↑  王慧纯. . 中国网. 2020-10-13  [2024-05-19]. （原始内容存档于2024-05-19） （中文（中国大陆））.
116. ↑  张皓. . 中华网 (楚天都市报).   [2024-02-03]. （原始内容存档于2024-02-03）.
117. ↑  对诱发自杀行为的社会因素初探(上)（1997年），第166页
118. ↑  自杀的相关问题（2001年），第237页
119. ↑  武汉长江大桥（茅以升）（1958年），第1页
120. 1 2 3 4 5 6  武汉铁路分局志(1893-1990)（1998年），第111页
121. ↑  武汉年鉴（2022年），彩插页
122. 1 2  武汉长江大桥（彭敏）（1958年），第1页
123. 1 2 3 4 5  武汉长江大桥（彭敏）（1958年），第2页
124. ↑  . 新华网.   [2011-02-19]. （原始内容存档于2017-12-14）.
125. 1 2  作为媒介的交通设施：武汉长江大桥的国家符号与城市记忆（2019年），第76页
126. ↑  . 楚天金报. 2007-10-15  [2011-08-27]. （原始内容存档于2012-07-17）.
127. ↑  . 长江日报. 2017-10-15  [2020-07-08]. （原始内容存档于2020-07-08）.
128. ↑  武汉地名志（1990年），第113页
129. 1 2  章兰; 陈金. . 搜狐网. 荆楚网-楚天金报.   [2024-02-16]. （原始内容存档于2024-02-15）.
130. ↑  刘文祥. . 澎湃网. 2015-09-18  [2024-02-16]. （原始内容存档于2024-02-16） （中文（中国大陆））.
131. ↑  蒋太旭. . 新浪网. 汉网-长江日报.   [2024-02-16]. （原始内容存档于2024-03-24） （中文（中国大陆））.
132. ↑  卢成汉; 李新发. . 中国新闻网 (中新网). 2004-02-13  [2024-02-16]. （原始内容存档于2024-02-15） （中文（中国大陆））.
133. ↑  武汉年鉴（2005年），第136页
134. ↑  中国铁路武汉局集团有限公司. . 人民铁道网. 2021-06-09  [2024-05-19] （中文（中国大陆））.
135. ↑  兰鹤雪. . 参考网. 2023-05-12  [2024-05-19]. （原始内容存档于2024-05-19） （中文（中国大陆））.
136. ↑  金鑫 (编). . 长江网. 2017-09-21  [2024-05-19]. （原始内容存档于2017-09-21） （中文（中国大陆））.
137. ↑  中囯百年历史名碑（1999年），第519页
138. ↑  中国交通年鉴（1994年），第5页
139. ↑  作为媒介的交通设施：武汉长江大桥的国家符号与城市记忆（2019年），第77页
140. ↑  李哲民. . 烟草在线. 2023-11-30  [2024-02-02]. （原始内容存档于2024-02-02） （中文（中国大陆））. 武汉卷烟厂曾生产……大桥……等品牌香烟……
141. ↑  冯欣楠; 杨菁. . 人民网. 长江日报. 2013-06-02  [2024-02-02]. （原始内容存档于2024-02-02） （中文（中国大陆））.
142. ↑  淡泊溪流. . 长江网. 2015-12-04  [2024-02-02]. （原始内容存档于2024-02-02） （中文（中国大陆））.
143. ↑  朱安璋. . 荆楚网. 2012-08-24  [2024-02-02]. （原始内容存档于2024-02-02） （中文（中国大陆））.
144. ↑  姚天麟. . 安徽日报. 2004-12-17  [2011-08-27]. （原始内容存档于2007-12-25） （中文（中国大陆））.
145. ↑  . 网易.   [2016-11-02]. （原始内容存档于2020-08-25） （中文（中国大陆））.
146. ↑  陈辉 (编). . 新华社. 荆楚网. 2007-10-15  [2011-08-27]. （原始内容存档于2016-03-04） （中文（中国大陆））.
147. ↑  . 武汉交通政务网. 2007-10-10  [2011-08-27]. （原始内容存档于2007-10-11） （中文（中国大陆））.
148. ↑  《字里行间｜从“江大桥”市长说起……》，新华日报出版部，2022-04-27